# Asteromella angelicae
Asteromella angelicae är en svampart som först beskrevs av Pier Andrea Saccardo, och fick sitt nu gällande namn av Moesz ex Bat. & Peres 1961. Asteromella angelicae ingår i släktet Asteromella, klassen Dothideomycetes, divisionen sporsäcksvampar och riket svampar.   Inga underarter finns listade i Catalogue of Life.